# Xequerê
O xequerê (em iorubá: Ṣẹ̀kẹ̀rẹ̀), também conhecido como abê ou agbê, é um instrumento musical de percussão criado na África e consiste de uma cabaça seca cortada em uma das extremidades e envolta por uma rede de contas. Ao longo de todo o continente africano é chamado de diferentes nomes, como lilolo e axatse (Gana). É classificado como um idiofone.
O xequerê é feito de pequenas cabaças que crescem no campo. A forma da cabaça determina o som do instrumento. Um xequerê é feito por secagem da cabaça, por vários meses, em seguida, a remoção da polpa e sementes. O xequerê é agitado quando é tocado.